# لاو نيم يات
لاو نيم يات (بالصينية: 劉念溢) (11 يوليو 1989 بهونغ كونغ في الصين - ) هو مدرب كرة قدم ولاعب كرة قدم صيني في مركز الوسط. شارك مع منتخب هونغ كونغ تحت 23 سنة لكرة القدم ومنتخب هونغ كونغ لكرة القدم. أما مع النوادي، فقد لعب مع نادي جنوب الصين ونادي إيسترن سبورتس وهونغ كونغ بيغاسوس ‏ وهونغ كونغ رينجرز وHong Kong 08 ‏ وWorkable FC ‏.